# Riser (album)
| Recensione         | Giudizio |
| ------------------ | -------- |
| AllMusic           |          |
| Country Weekly     | A        |
| Got Country Online |          |
| Roughstock         |          |
| USA Today          |          |

Riser è il settimo album di studio del cantautore Statunitense Dierks Bentley. L'album è stato distribuito il 25 febbraio 2014. Riser ha debuttato alla posizione numero 6 della US Billboard 200 vendendo 63,000 copie nella settimana di debutto, diventando così il suo settimo album a entrare nella TOP 10. L'album ha venduto 178,000 copie nei soli Stati Uniti stando ai dati di Giugno 2014.

## Tracce
1. Bourbon In Kentucky (feat. Kacey Musgraves) – 3:44 (testo: Hillary Lindsey, Gordie Sampson, Ryan Tyndell)
2. Say You Do – 3:40 (testo: Shame McAnally, Matt Ramsey, Trevor Rosen)
3. I Hold On – 4:40 (testo: Dierks Bentley, Brett James)
4. Pretty Girls – 3:39 (testo: Bentley, Jon Randall, Jessi Alexander)
5. Here on Hearth – 4:25 (testo: Bentley, Tyndell, Ross Copperman)
6. Drunk on a Plane – 4:14 (testo: Bentley, Chris Thompkins, Josh Kear)
7. Five – 4:45 (testo: Bentley, Tyndell, Copperman)
8. Riser – 4:10 (testo: Travis Meadows, Steve Moakler)
9. Sounds of Summer – 3:23 (testo: Zach Crowell, Matt Jenkins, Adam Sanders)
10. Damn These Dreams – 3:25 (testo: Bentley, Copperman, Jaren Johnston)
11. Back Porch – 3:12 (testo: Lindsey, Cary Barlowe, Johnston)
12. Hurt Somebody (feat. Chris Stapleton) – 2:54 (testo: McAnally, Mark Nesler, Matt Fleener)

## Classifiche
| Classifica (2013)     | Posizione massima |
| --------------------- | ----------------- |
| Canada                | 5                 |
| Stati Uniti           | 6                 |
| Stati Uniti (Country) | 1                 |